# میلس (دهانه)
میلس یک دهانه برخوردی در ماه‌ است.

## دهانه‌های اقماری
این دهانه ۵ دهانه اقماری دارد.
| Mills | عرض جغرافیایی | طول جغرافیایی | قطر          |
| ----- | ------------- | ------------- | ------------ |
| R     | ۸.۱° N        | ۱۵۴.۸° E      | ۱۹.۰ کیلومتر |
| C     | ۹.۸° N        | ۱۵۷.۳° E      | ۱۴.۰ کیلومتر |
| B     | ۱۰.۷° N       | ۱۵۶.۹° E      | ۲۴.۰ کیلومتر |
| K     | ۶.۸° N        | ۱۵۷.۰° E      | ۲۶.۰ کیلومتر |
| W     | ۱۰.۰° N       | ۱۵۴.۲° E      | ۱۸.۰ کیلومتر |